# دية (دابوي الجنوبي)
دیة (بالفارسية: دیه) هي قرية تقع في إيران في قسم دابوي الجنوبی الريفي. يقدر عدد سكانها بـ 170 نسمة بحسب إحصاء 2016.